# Masataka Sakamoto
Masataka Sakamoto (japanisch 坂本 將貴 Sakamoto Masataka; * 24. Februar 1978 in der Präfektur Saitama) ist ein ehemaliger japanischer Fußballspieler.

## Karriere
Sakamoto erlernte das Fußballspielen in der Schulmannschaft der Urawa Higashi High School und der Universitätsmannschaft der Nippon Sport Science University. Seinen ersten Vertrag unterschrieb er 2000 bei den JEF United Ichihara (heute: JEF United Chiba). Der Verein spielte in der höchsten Liga des Landes, der J1 League. 2005 und 2006 gewann er mit dem Verein den J.League Cup. Für den Verein absolvierte er 176 Erstligaspiele. 2007 wechselte er zum Ligakonkurrenten Albirex Niigata. Für den Verein absolvierte er 34 Erstligaspiele. 2008 kehrte er zu JEF United Chiba zurück. Am Ende der Saison 2009 stieg der Verein in die J2 League ab. Für den Verein absolvierte er 117 Spiele. Ende 2012 beendete er seine Karriere als Fußballspieler.

## Erfolge
JEF United Chiba
- J.League Cup

Sieger: 2005, 2006